# Lynne Reid Banks
Lynne Reid Banks (Barnes, 31 luglio 1929 – Surrey, 4 aprile 2024) è stata una scrittrice britannica.

## Biografia
Figlia unica del dottore scozzese James Reid Banks e dell'attrice irlandese Muriel Marsh, all'inizio della seconda guerra mondiale si trasferì con la madre e una cugina in Canada, a Saskatoon, tornando poi a Londra alla fine del conflitto per studiare alla Royal Academy of Dramatic Art.
Dopo una breve esperienza come attrice lavorò come giornalista per la ITN (prima reporter donna dell'emittente) e come autrice di opere teatrali e di sceneggiature per la televisione.
Durante gli anni in cui lavorò come giornalista, ebbe l'idea per il suo primo romanzo, L'innocenza perduta, divenuto un best seller grazie anche all'omonima trasposizione cinematografica.
Dopo aver pubblicato numerosi romanzi per adulti ottenne nuova notorietà con la serie di libri per ragazzi L'indiano nell'armadio anch'essa diventata film nel 1995 nonostante alcune controversie per la rappresentazione stereotipata dei nativi americani.
Morì presso una casa di cura nel Surrey il 4 aprile 2024 all'età di 94 anni a causa di un cancro.

## Opere

### Romanzi
- End to Running (1966)
- Children at the Gate (1968)
- One More River (1973)
- Sarah and After (1975)
- The Adventures of King Midas (1976)
- My Darling Villain (1977)
- The Farthest Away Mountain (1977)
- I, Houdini (1981)
- Defy the Wilderness (1981)
- The Writing on the Wall (1981)
- Torn Country (1982)
- Maura's Angel (1984)
- The Warning Bell (1984)
- La fata ribelle (The Fairy Rebel, 1985), Firenze, Salani, 1992 traduzione di Angela Ragusa ISBN 978-88-7782-165-2.
- Casualties (1986)
- Melusine (1988)
- Broken Bridge (1994)
- Angela and Diabola (1997)
- Fair Exchange (1998)
- Moses in Egypt (1998)
- Alice-By-Accident (2000)
- The Dungeon (2002)
- Stealing Stacey (2004)
- Tiger, Tiger (2004)
- Bad Cat, Good Cat (2011)
- Uprooted (2014)
- House of Hope (2018)
- The Red Red Dragon (2022)

### SerieLa stanza a forma di L
- L'innocenza perduta (The L-Shaped Room, 1961), Milano, Longanesi, 1963 traduzione di Elsa Pelitti
- The Backward Shadow (1970)
- Two is Lonely (1974)

### SerieSorelle Bronte
- Dark Quartet (1976)
- Path to the Silent Country (1977)

### SerieL'indiano nell'armadio
- L'indiano nell'armadio (Indian in the Cupboard, 1980), Firenze, Salani, 1991 traduzione di Annuska Larussa Sanavio ISBN 88-7782-165-5.
- L'indiano fu ferito (The Return of the Indian, 1986), Firenze, Salani, 1992 traduzione di Mariarosa Giardina Zannini ISBN 88-7782-241-4.
- Il segreto dell'indiano (The Secret of the Indian, 1989), Firenze, Salani, 1993 traduzione di Mariarosa Giardina Zannini ISBN 88-7782-285-6.
- Il mistero dell'armadio (The Mystery of the Cupboard, 1993), Firenze, Salani, 1995 traduzione di Mariarosa Giardina Zannini ISBN 88-7782-286-4.
- La chiave dell'indiano (Key to the Indian, 1998), Firenze, Salani, 2002 traduzione di Linda Rosaschino ISBN 88-8451-112-7.

### SerieCento piedi avvelenati
- Cento piedi avvelenati (Harry the Poisonous Centipede, 1996), Firenze, Salani, 2005 traduzione di Michele Piumini ISBN 88-8451-146-1.
- Harry the Poisonous Centipede's Big Adventure (2000)
- Harry the Poisonous Centipede Goes To Sea (2005)

### Raccolte di racconti
- Twelve Stories of the Magic Hare (1992)
- The Magic Hare (1992)

## Adattamenti cinematografici
- La stanza a forma di L (The L-Shaped Room), regia di Bryan Forbes (1962)
- La chiave magica (The Indian in the Cupboard), regia di Frank Oz (1995)